# William Edmund Hick
William Edmund Hick (* 1. August 1912; † 20. Dezember 1974) war ein britischer Mediziner und Pionier der neu entstandenen Wissenschaften Experimentelle Psychologie und Ergonomie.

## Leben
Hick studierte Medizin an der University of Durham, machte 1938 seinen Abschluss und erwarb dort 1949 auch den Doktorgrad. Von 1941 bis 1944 war Hick im Royal Army Medical Corps, anschließend ging er an die Universität von Cambridge und arbeitete dort für die Cognition and Brain Sciences Unit, die kognitionswissenschaftliche Abteilung des Medical Research Council.
1953 wurde Hick zum Professor ernannt, außerdem war er Fellow des St John’s College. Er war Gründungsmitglied und 1958 Präsident der Experimental Psychology Society. Er war Gründungsmitglied der Ergonomics Society und des Ratio Club, einer informellen Gruppe, zu der u. a. auch Alan Turing, W. Ross Ashby, William Grey Walter und W. A. H. Rushton gehörten, um Themen der Kybernetik zu diskutieren.

## Leistung
Seine bekannteste Entdeckung ist das Hicksche Gesetz (1952), auch Hick-Hyman-Gesetz, das den Zusammenhang zwischen Reaktionszeit und Anzahl der Wahlmöglichkeiten beschreibt.